# August Wilhelm Julius Ahlborn
August Wilhelm Julius Ahlborn (11. října 1796 v Hannoveru - 24. srpna 1857 v Římě) byl německý malíř 19. století.

## Životopis
Byl synem hannoverského krejčího Christiana Heinricha Ahlborna a Dorothey Elisabethy Rölleckové. V prosinci 1832 se oženil s Theresou, dcerou vrchního rady Martina. Zůstali bezdětní. V roce 1819 nastoupil na Akademii výtvarných umění v Berlíně. Zde studoval u Karla Wilhelma Wacha. V roce 1826 získal akademickou cenu za obraz Nového paláce v Postupimi a mohl cestovat do Itálie. Byl jedním ze zakladatelů římského uměleckého spolku. Žil v Římě, Florencii a Ascoli. V Itálii konvertoval dne 15. srpna 1837 spolu se svou ženou ke katolicismu. Jeho obrázky ukazují především italské, severoněmecké a tyrolské krajiny, ale i některé náboženské motivy. Mnoho z jeho prací se stalo majetkem pruské královské rodiny.

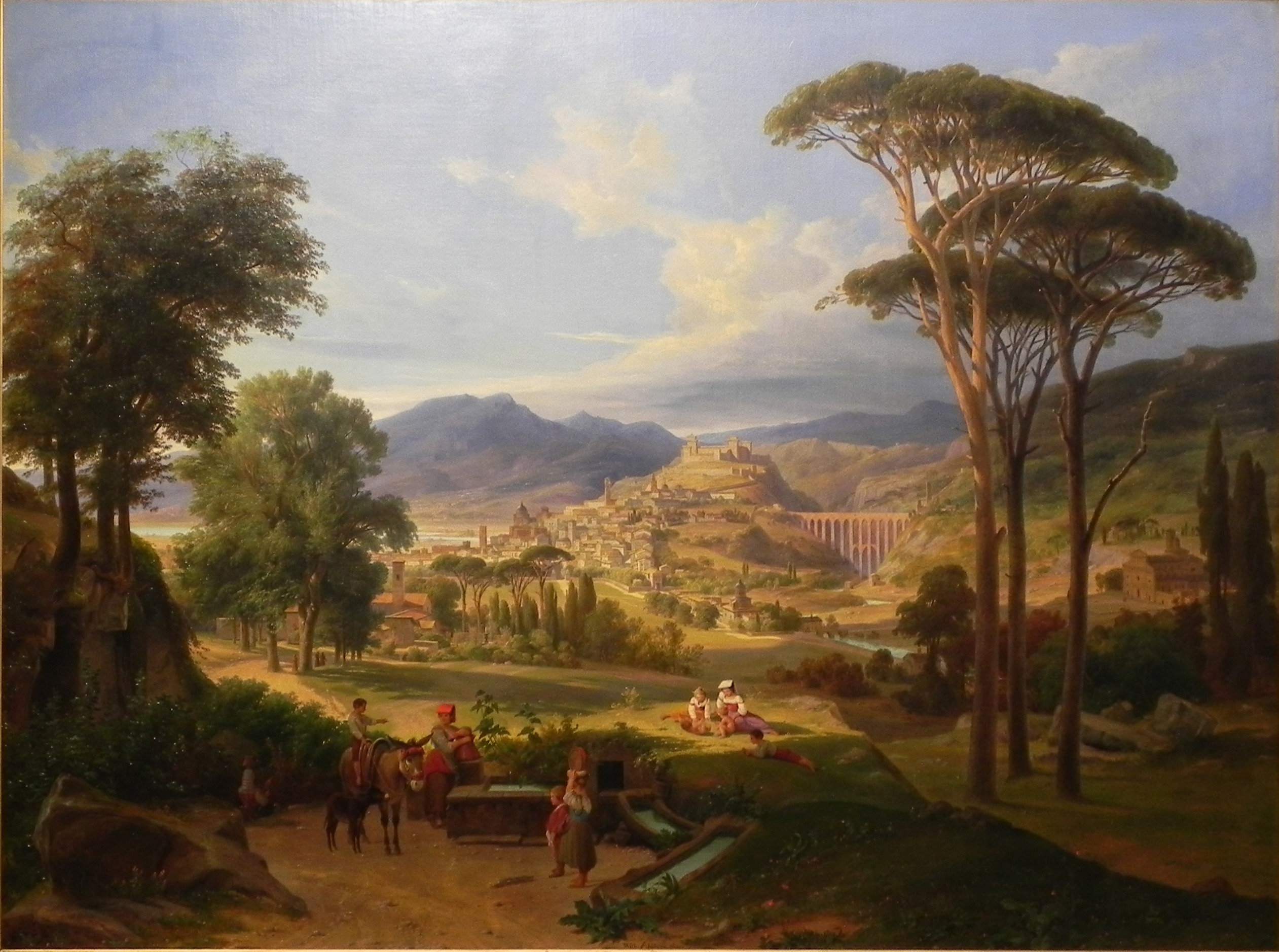
Spoleto
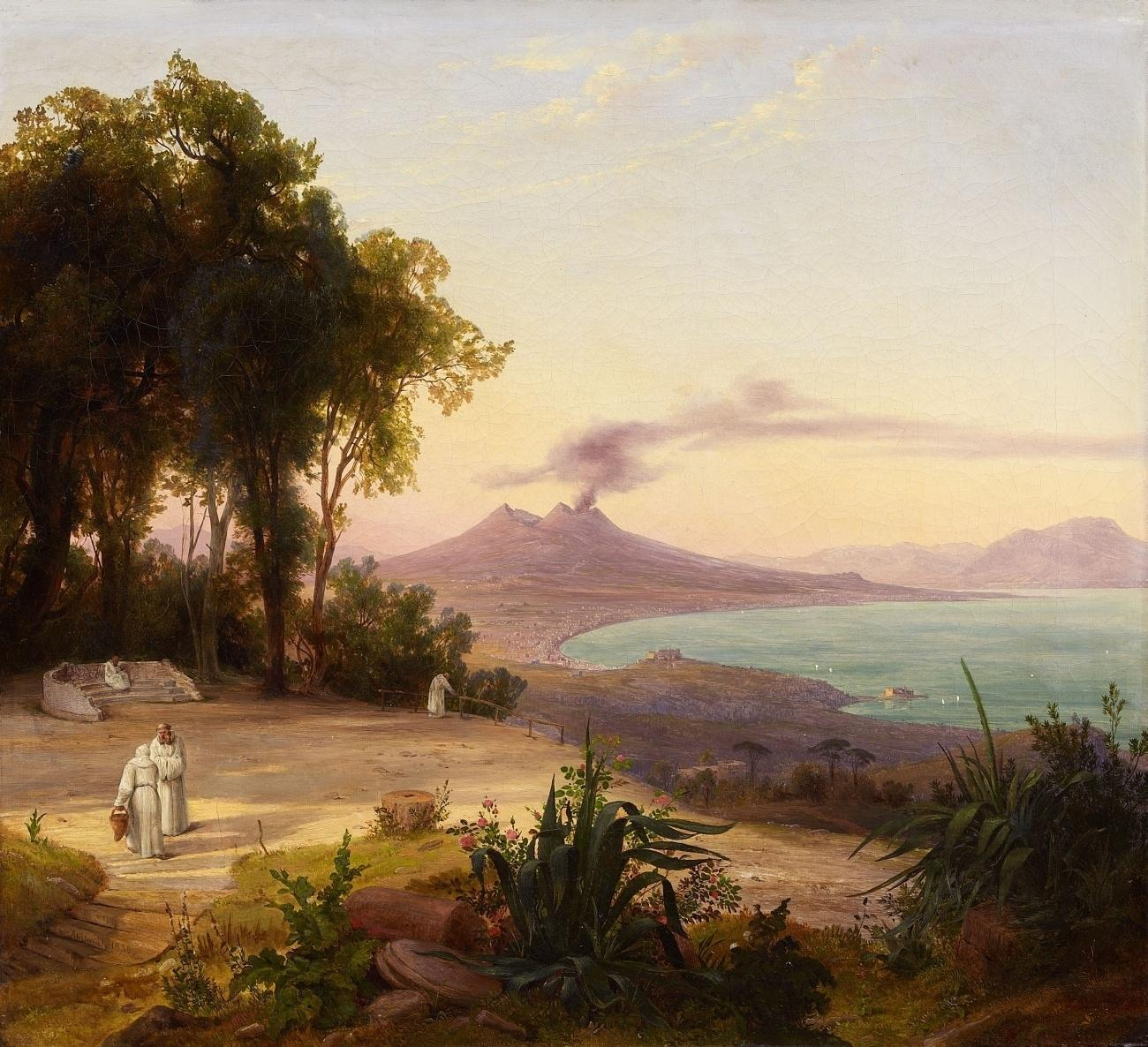
Vesuv
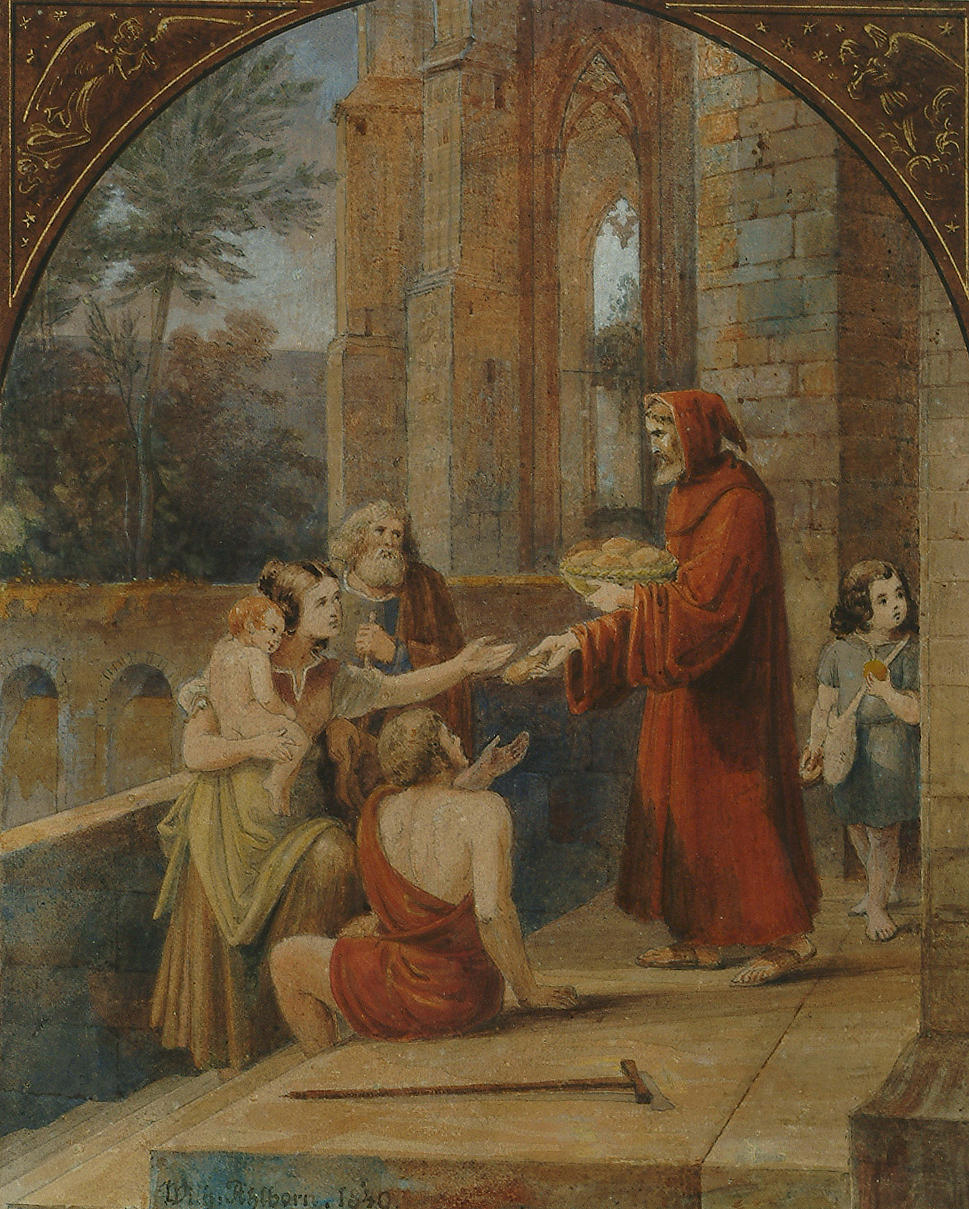